# Confidencen, Kina slott

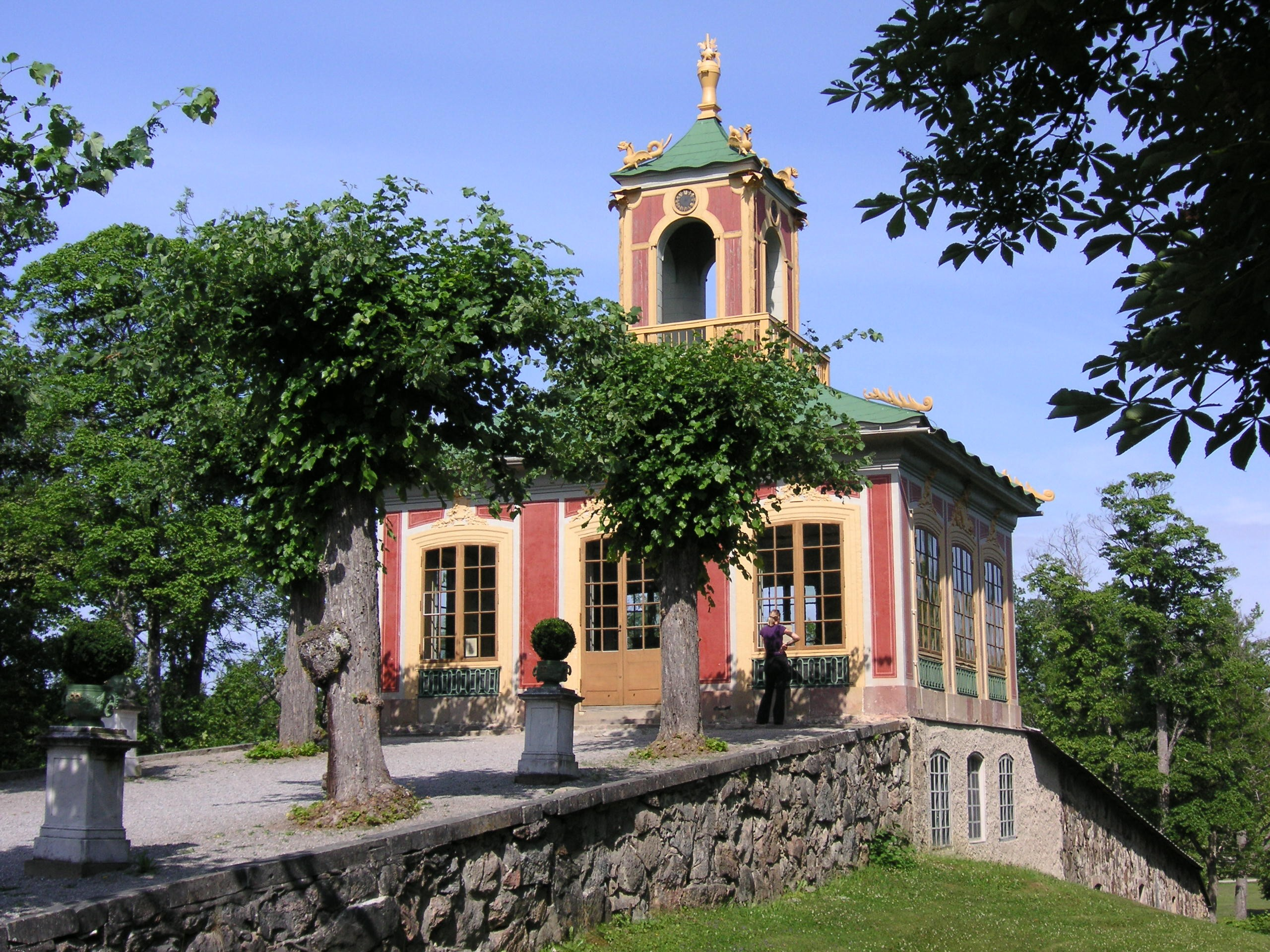
Confidensen i juli 2006.

Confidencen (franska för "i förtroende") är en paviljong vid Kina slott i Drottningholms slottspark på Lovön, Stockholms län. I Confidencen kunde mat- och serveringsbord hissas upp genom golvet i matsalen. Detta innebar att de kungliga kunde äta middag utan att betjäning var närvarande alltså en confidence. 
Till Kina slott ansluter fyra paviljonger eller flygelbyggnader mot norr. En av dem, nordväst om slottet är den så kallade Confidencen som uppfördes på en hög sockel av gråsten. Confidencen är en matsal med höj- och sänkbart bord. Här kunde kungligheterna äta ifred, utan tjänstefolk som kanske tjuvlyssnade. Tjänstefolket dukade upp bordet i källaren och på en signal ovanifrån hissades det upp genom en lucka i golvet till  sällskapet. Utöver bordet kunde även fyra runda skåp, så kallade servanter (för mat och dryck) ett på vardera sidan om bordet hissas upp. Hissanordningarna är delvis kvar i mellan- och källarvåningen. Ursprungligen var fasaderna målade i korgflätsmönster, som det första Kina slott. Senare anpassades väggarnas färgsättning till den nyuppförda huvudbyggnaden.
Norr om Confidencen ansluter det gamla tegelvälvda köket, där måltiderna för Confidencens gäster lagades. Den stora öppna spisen med kokgropar och ugnar är fortfarande bevarad. Här finns sedan några år ett sommarcafé.

## Interiörbilder

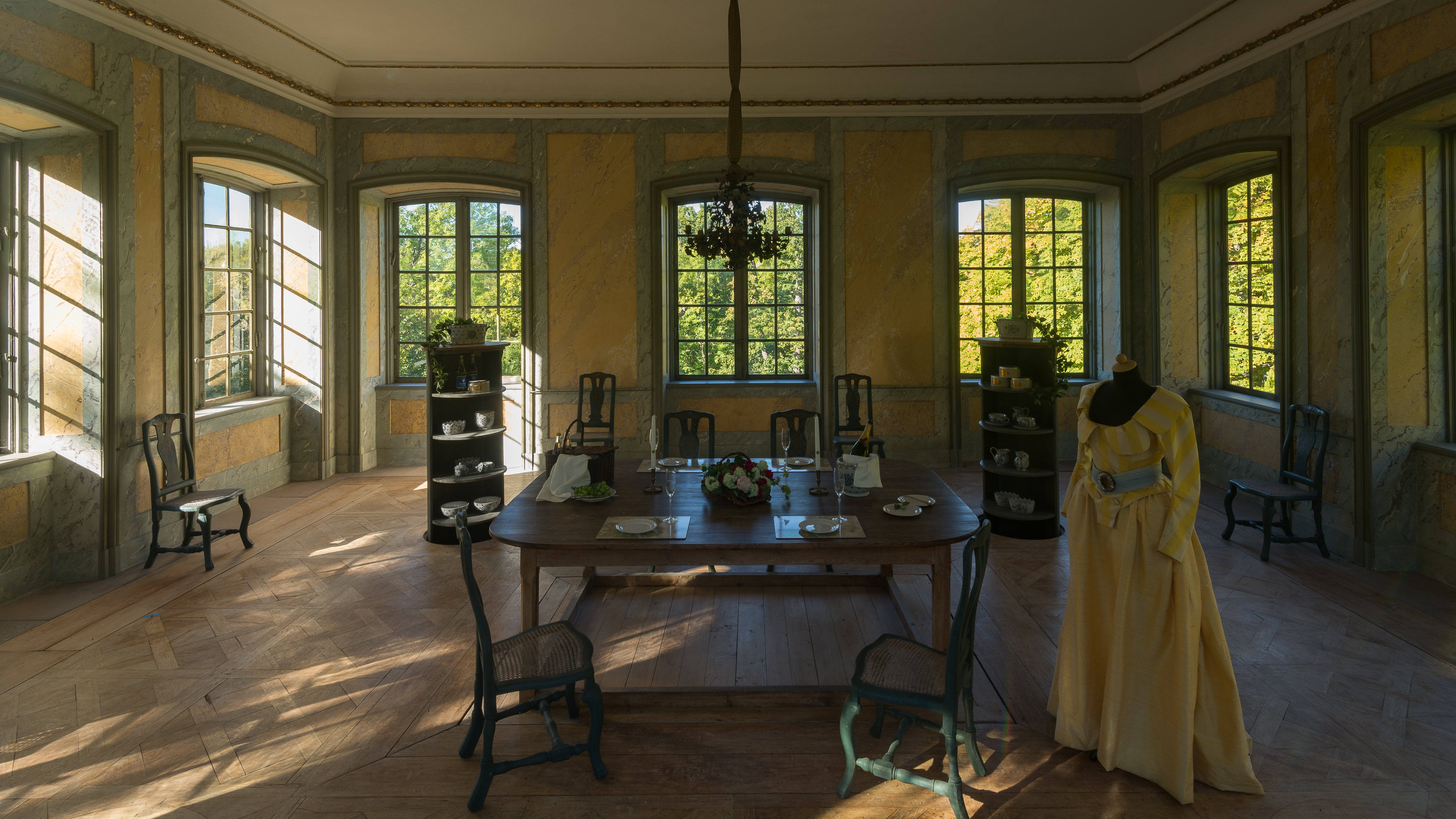
Ett dukat matbord i Confidencen.
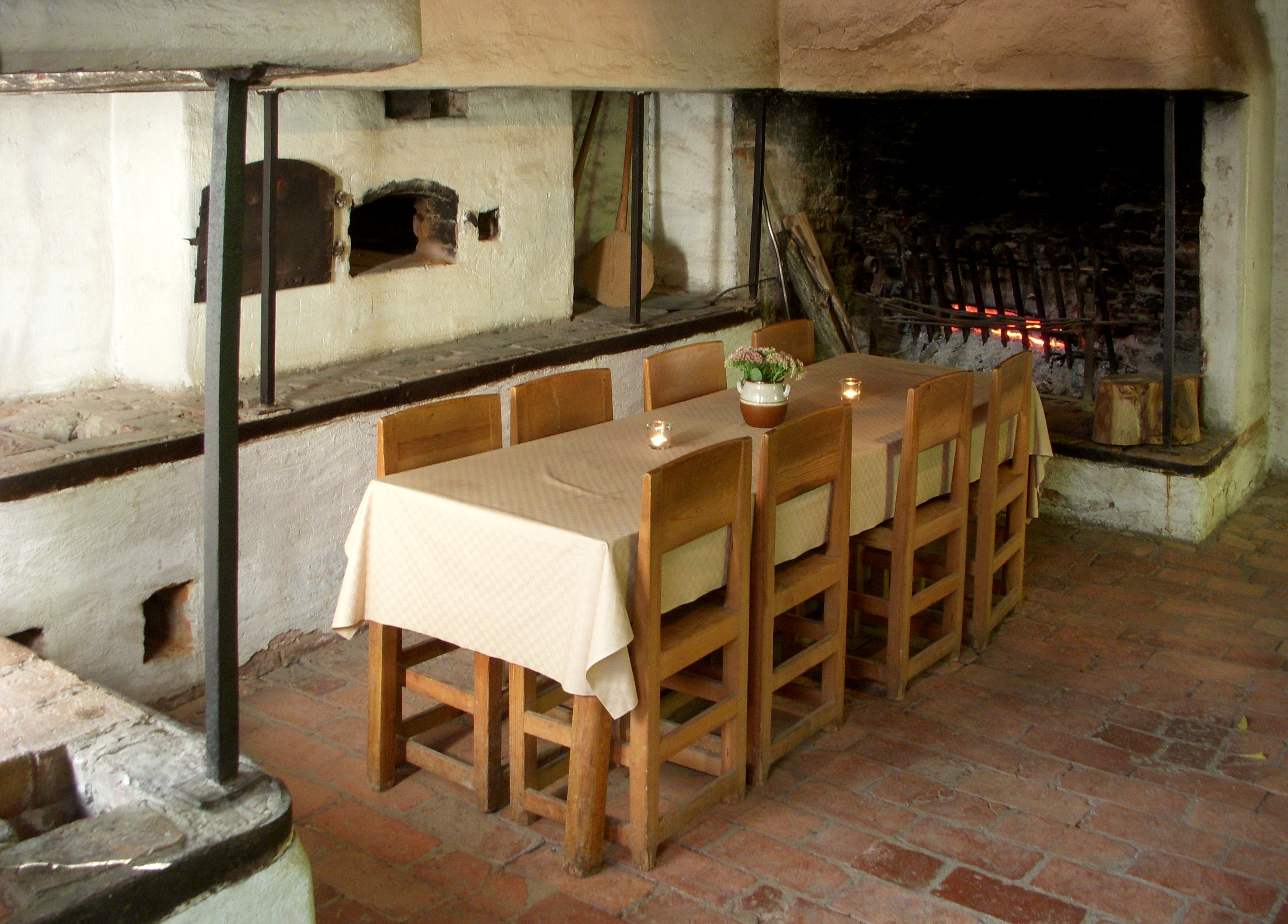
Köket med ugn och öppen spis.
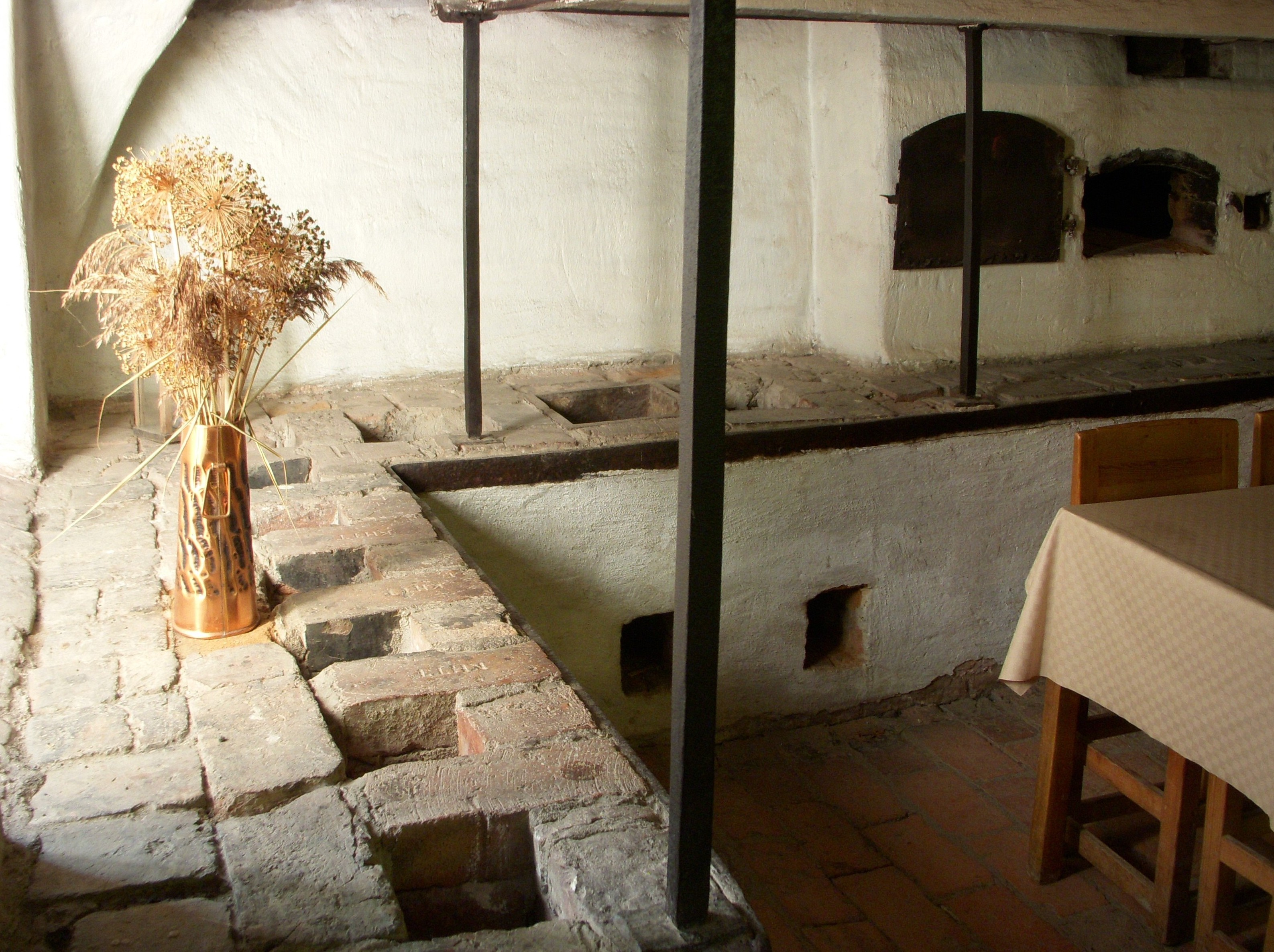
Köket, detalj på spisen
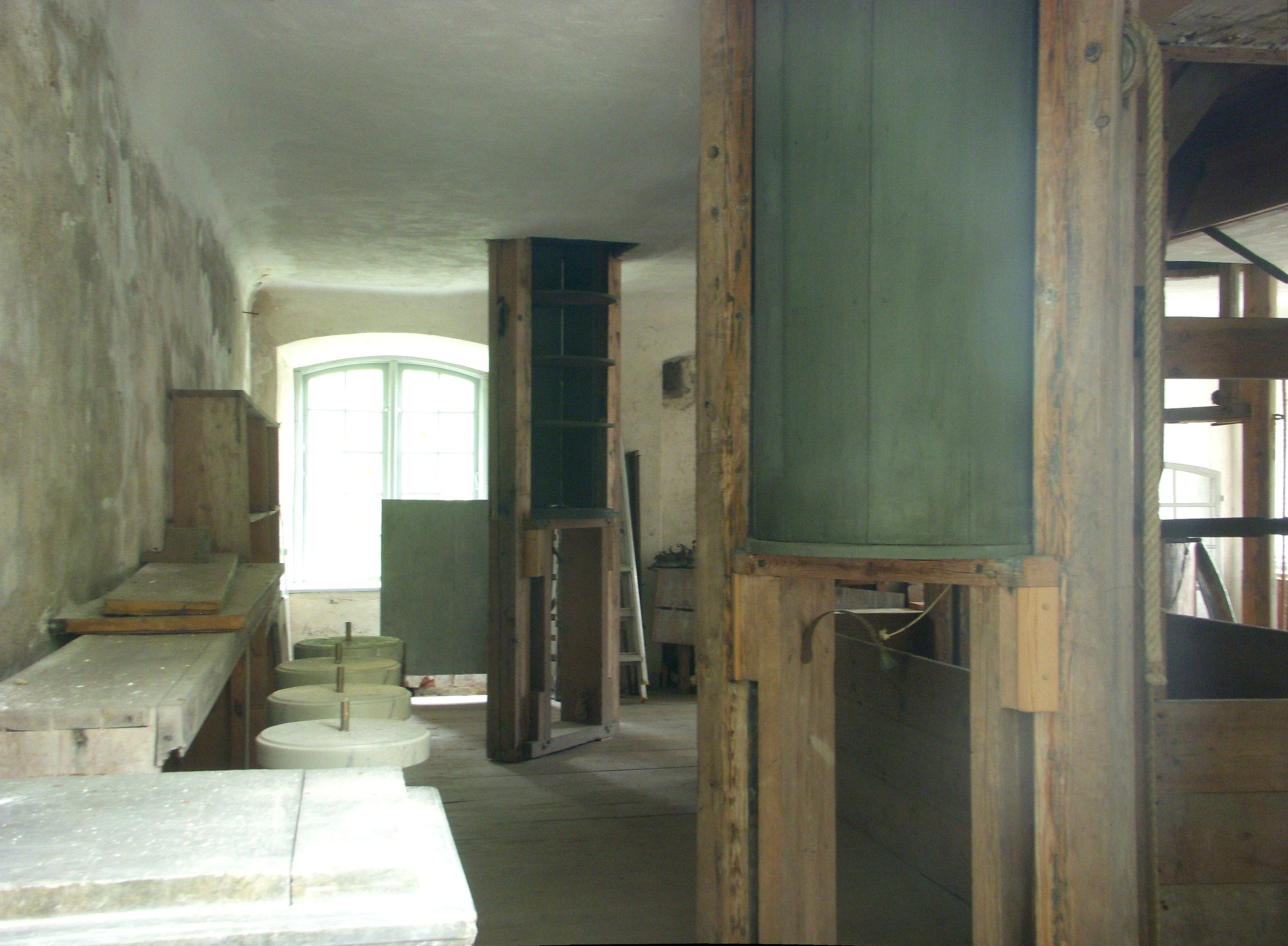
Hissanordningen i mellanvåningen.